# París-Limoges
La París-Limoges (en francès: Paris-Limoges) fou una cursa ciclista que es disputà entre 1927 i 1976. Fins a 1957 sols tingué la interrupció de la Segona Guerra Mundial, però a partir d'aquell any sols s'ha disputat una edició més, la de 1976.

## Palmarès
| 1927                         | Antonin Magne       | Marcel Colleu        | Ernest Neuhard       |
| 1928                         | René Gérard         | Benoît Faure         | Eugène Faure         |
| 1929                         | Antonin Magne       | André Schaffner      | Marcel Gobillot      |
| 1930                         | Julien Moineau      | Ernest Neuhard       | Émile Decroix        |
| 1931                         | Émile Joly          | Léandre Ghyssels     | Raymond Louviot      |
| 1932                         | Julien Moineau      | Robert Brugere       | Herbert Sieronski    |
| 1933                         | Julien Moineau      | Robert Brugere       | Robert Granier       |
| 1934                         | Lucien Weiss        | Antoine Pellet       | Léon Level           |
| 1935                         | Émile Decroix       | Lucien Weiss         | Frans Bonduel        |
| 1936                         | Albert Gabard       | Pierre Houbrechts    | Jean Bidot           |
| 1937                         | René Walschot       | Frans Bonduel        | Louis Hardiquest     |
| 1938                         | André Dumont        | Jean Goujon          | Louis Thietard       |
| 1939                         | Adolf Braeckeveldt  | Léon Level           | Theo van Oppen       |
| de 1940 a 1944 no es disputa |                     |                      |                      |
| 1945                         | Eloi Tassin         | Pierre Cogan         | Fermo Camellini      |
| 1946                         | Jacques Geus        | Pierre Brambilla     | Raymond Louviot      |
| 1947                         | Roger Chupin        | Ange Le Strat        | René Barret          |
| 1948                         | Louis Caput         | Jean De Gribaldy     | César Marcelak       |
| 1949                         | Roger Pontet        | Jean-Marie Goasmat   | Lucien Lauk          |
| 1950                         | Serge Blusson       | Lucien Lauk          | Attilio Redolfi      |
| 1951                         | Georges Meunier     | Louis Forlini        | Galiano Pividori     |
| 1952                         | Nello Lauredi       | Georges Decaux       | Roger Creton         |
| 1953                         | Charles Coste       | Attilio Redolfi      | Jan de Valck         |
| 1954                         | Valentin Huot       | Martin van Geneugden | Tino Sabbadini       |
| 1955                         | Louis Caput         | Briek Schotte        | Maurice Quentin      |
| 1956                         | Claude Le Ber       | André Darrigade      | Maurice Quentin      |
| 1957                         | Rene Privat         | Robert Varnajo       | Martin van Geneugden |
| de 1958 a 1975 no es disputa |                     |                      |                      |
| 1976                         | Maurice Le Guilloux | Robert Bouloux       | Joël Hauvieux        |